# Stazione di Picerno
Stazione di Picerno vasútállomás Olaszországban, Picerno településen.

## Vasútvonalak
Az állomást az alábbi vasútvonalak érintik:
- Salerno–Potenza-vasútvonal

## Kapcsolódó állomások
A vasútállomáshoz az alábbi állomások vannak a legközelebb:
- Stazione di Tito
- Stazione di Franciosa